# Production World Rally Championship
Är en klass som kör parallellt med Rally-VM. Man kör med Grupp N eller Super 2000 regelmentet. Serien hette till och med 2001 FIA Group N Rally Championship.

## Mästare

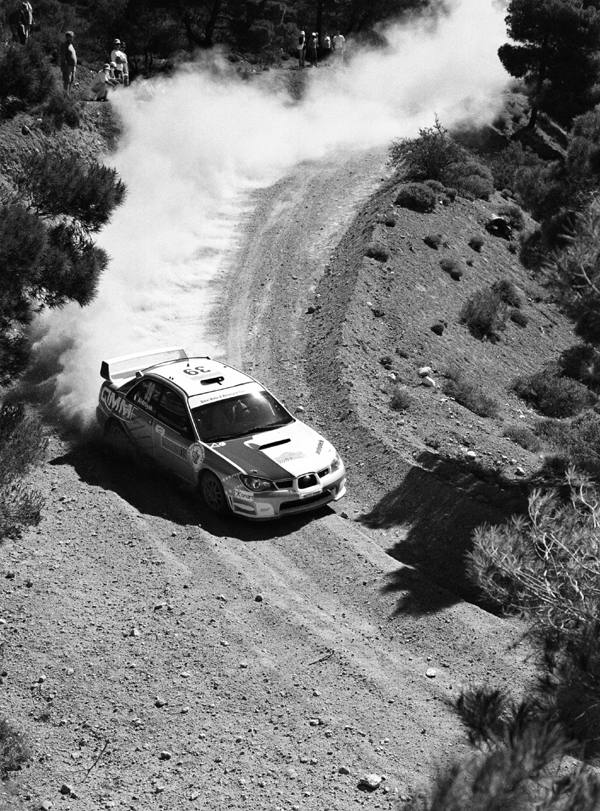
Nasser Al-Attiyah kör en Subaru Impreza WRX STI i Acropolisrally. 2006

| År   | Förare             | Bil                                               |
| ---- | ------------------ | ------------------------------------------------- |
| 2008 | Andreas Aigner     | Mitsubishi Lancer Evolution 9                     |
| 2007 | Toshi Arai         | Subaru Impreza WRX STI                            |
| 2006 | Nasser Al-Attiyah  | Subaru Impreza WRX STI                            |
| 2005 | Toshi Arai         | Subaru Impreza WRX STI                            |
| 2004 | Niall McShea       | Subaru Impreza WRX STI                            |
| 2003 | Martin Rowe        | Subaru Impreza WRX STI                            |
| 2002 | Karamjit Singh     | Proton Pert                                       |
| 2001 | Gabriel Pozzo      | Mitsubishi Lancer Evolution 6                     |
| 2000 | Manfred Stohl      | Mitsubishi Lancer Evolution 6                     |
| 1999 | Gustavo Trelles    | Mitsubishi Lancer Evo 6 / Mitsubishi Lancer Evo 5 |
| 1998 | Gustavo Trelles    | Mitsubishi Lancer Evo 4 / Mitsubishi Lancer Evo 5 |
| 1997 | Gustavo Trelles    | Mitsubishi Lancer Evo 3                           |
| 1996 | Gustavo Trelles    | Mitsubishi Lancer Evo 3                           |
| 1995 | Rui Madeira        | Mitsubishi Lancer Evo 2                           |
| 1994 | Jesús Puras        | Ford Escort RS Cosworth                           |
| 1993 | Alex Fassina       | Mazda 323 GTR                                     |
| 1992 | Grégoire De Mévius | Nissan Sunny GTI-R                                |
| 1991 | Grégoire De Mévius | Mazda 323 GTX                                     |
| 1990 | Alain Oreille      | Renault 5 GT Turbo                                |
| 1989 | Alain Oreille      | Renault 5 GT Turbo                                |
| 1988 | Pascal Gaban       | Mazda 323 4WD                                     |
| 1987 | Alex Fiorio        | Lancia Delta HF Integrale                         |